# Ivan Solovyov
Pour les articles homonymes, voir Solovyov.
Ivan Vladimirovitch Soloviev (en russe : Иван Владимирович Соловьёв), né le 29 mars 1993, est un footballeur russe. Il joue en Ouzbékistan pour le Navbahor Namangan.

## Carrière professionnelle
Le 31 octobre 2012, il joue son premier match avec l'équipe principale du FK Dynamo Moscou, inscrivant un but gagnant lors d'une victoire 2-1 contre le FC Khimki, lors des huitièmes de finale de la Coupe de Russie 2012-13.
Il fait ses débuts en première division russe le 4 novembre 2012, avec le FC Dynamo Moscou, lors d'un match contre le FC Krasnodar. Lors de la journée suivante, le 10 novembre 2012, il débute un match pour la première fois en tant que titulaire, lors d'une rencontre l'opposant au FC Alania Vladikavkaz.
Il rejoint le FC Zenit le 1er août 2013, après la fin de son contrat avec le FK Dynamo Moscou.
Avec le club de St Pétersbourg, il joue en août 2014 deux rencontres rentrant dans le cadre des tours préliminaires de la Ligue des champions, contre le club chypriote de l'AEL Limassol, puis contre l'équipe belge du Standard de Liège.

## Palmarès
- Champion de Russie en 2015 avec le Zénith Saint-Pétersbourg
- Vice-champion de Russie de D2 en 2019 avec le FK Sotchi